# You'd Prefer An Astronaut
You'd Prefer An Astronaut è il terzo album in studio del gruppo di rock alternativo statunitense Hum, pubblicato l'11 aprile 1995 sotto l'etichetta discografica RCA Records.
Dal disco vengono estratti tre singoli: Stars, The Pod e I'd Like Your Hair Long, registrando anche un video musicale per i primi due.
Il disco fu un successo: in particolare, Stars diventa una hit commerciale, scalando varie classifiche statunitensi, arrivando alla posizione numero 11 della Hot Modern Rock Tracks e alla posizione numero 28 della Hot Mainstream Rock Tracks, mentre in Canada raggiunge la numero 7 della Canada Rock Alternative della RPM, valendo al disco circa 250000 copie vendute. Nel 2008, la canzone ottiene nuova popolarità grazie al suo utilizzo in una pubblicità della Cadillac, dove appare l'attrice Kate Walsh.
Il titolo dell'album è tratto da una frase della traccia numero 7, I'd Like Your Hair Long, mentre la zebra dell'immagine di copertina è tratta da una frase della quarta traccia, Suicide Machine.

## Registrazione
L'album è il primo della band sotto una major discografica, che diede loro un budget di centomila dollari. Il disco è stato registrato allo studio Playground di Chicago eccetto per la quinta traccia, registrata invece al Pachyderm Studio di Cannon Falls, Minnesota.

## Stile
Musicalmente, l'album si colloca nello space rock, nello shoegaze e nel post-hardcore, con atmosfere ipnotiche, sognanti e allo stesso tempo molto incisive, dense e cariche di feedback, con uno stile vocale semplice e incassato nella strumentale
Per quanto riguarda i testi, troviamo riferimenti allo spazio, alla scienza, alla natura e all'amore, tutte tematiche che saranno preponderanti nei successivi lavori del gruppo.

## Eredità
L'album è stato citato da Chino Moreno, frontman dei Deftones, come una grande fonte d'ispirazione per il gruppo per quanto riguarda il loro suono, nonché come uno dei suoi dischi preferiti.

## Tracce
1. "Little Dipper" – 4:44
2. "The Pod" – 4:38
3. "Stars" – 5:09
4. "Suicide Machine" – 5:58
5. "The Very Old Man" – 2:45
6. "Why I Like the Robins" – 4:58
7. "I'd Like Your Hair Long" – 5:26
8. "I Hate It Too" – 5:59
9. "Songs of Farewell and Departure" – 6:16

## Formazione
Hum
- Jeff Dimpsey – basso
- Tim Lash – chitarra
- Bryan St. Pere – batteria
- Matt Talbott – chitarra e voce

Produzione
- Keith Cleversley – produzione